# 万安镇 (武平县)
万安乡，是中华人民共和国福建省龙岩市武平县下辖的一个乡镇级行政单位。

## 行政区划
万安乡下辖以下地区：
五里村、下镇村、上镇村、贤溪村、捷文村和小密村。